# 17038 Wake
A 17038 Wake (ideiglenes jelöléssel 1999 FO21) a Naprendszer kisbolygóövében található aszteroida. John Broughton fedezte fel 1999. március 26-án.